# تعلية (علم نفس)

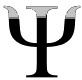

التعلية النفسية هي حيلة نفسية وفيها يحاول الفرد التعبير عن دوافعه غير المقبولة بصورة أخرى مقبولة للمجتمع كأن يحاول الشخص ذي الميول العدوانية العمل ملاكما أو محارب، أو حارس امن، وبهذه الطريقة يعبر عن رغباته باسلوب مقبول.
وهي عبارة عن النشاطات الإنسانية التي لا صلة لها ظاهريا مع الجنسية لكن تستقي قوتها من النزوة الجنسية، وتطلق تسمية التسامي على النزوة بمقدار تحولها إلى هدف جديد غير جنسي وتنصب على موضوعات ذات قيمة اجتماعية كالرسام والرياضي والكاتب.
ومن المنظور التحليلي فان الانا يقوم باعلاء أو بتصعيد النزوات التي يسيطر عليها الهو من جهة ويقاومها الانا الأعلى من جهة أخرى إلى نشاط فني أو استقصاء ذهني وهو بذلك يحول النزوة الجنسية إلى هدف جديد غير جنسي ذو قيمة اجتماعية.
في حين حصل فرويد قراءة الرحلة هارز، من قبل لهاينريش هاينه، حول يوهان فريدريش ديفنباخ، فكرة التسامي. والقصة تدور حول ديفنباخ الذين سيقطعون ذيول الكلاب التي وجدها في طفولته، وأصبح في وقت لاحق وهو طبيب جراح. وخلص فرويد التسامي هو إذا كان أحد يفعل هذا العمل مرارا وتكرارا طوال حياته مرات عديدة، ولكن يبدأ أولا القيام بذلك بسادية، وقال انه في نهاية المطاف القيام بنشاط مماثل لمصلحة الجنس البشري.

## النظرية التحليلية النفسية
يتحدث فرويد في نظريته التحليلية النفسية عن القدرة التعبيرية المحدودة للطاقة الإيروتيكية، إذ يعود السبب في محدوديتها إلى قيود المجتمع البشري والحضارة. وبالتالي، يحتاج المرء وسائل أخرى للتعبير عنها، بسبب ضرورة تحقيق المرء للتوازن النفسي. 
يُعرّف التسامي على أنه عملية تحول الدوافع الجنسية إلى إنجازات «مفيدة اجتماعيًا»، الأمر الذي يشمل الأنشطة الفنية والثقافية والفكرية. وصف فرويد هذه العملية النفسية بأنها مفيدة مقارنةً بالعمليات الأخرى التي تحدث عنها، بما في ذلك الكبت والإزاحة والإنكار والتكوين العكسي والاستذهان والإسقاط النفسي. صنّفت آنا -ابنة فرويد- التسامي على أنه نوع من أنواع «آليات الدفاع» الرئيسية في كتابها الأنا وآليات الدفاع (1936).
أتى فرويد بفكرة التسامي خلال قراءته لكتاب رحلة هارز للكاتب هاينرش هاينه، التي تتمحور قصته حول يوهان فريدريش ديفنباخ الذي كان يقطع ذيول الكلاب في طفولته ثم أصبح جراحًا في المستقبل. خلص فرويد إلى اعتبار التسامي تعارضًا بين الحاجة إلى الإشباع والحاجة إلى الأمان دون اختلال الوعي. تبدو الأفعال التي يستمر المرء في أداءها طيلة حياته ساديةً في بادئ الأمر، لكنه يصقلها لتصبح نشاطًا يعود بالنفع على البشرية في نهاية المطاف.

### التحليل النفسي البينشخصي
عرّف الرائد في مجال التحليل النفسي البينشخصي هاري ستاك سوليفان التسامي باعتباره استبدال غير مقصود للإشباع الجزئي المصاحب للقبول الاجتماعي بالسعي إلى تحقيق إشباع مباشر متعارض مع مُثل الفرد وحكم الرقباء الاجتماعيين والأفراد المهمين المحيطين بالفرد. قد لا تجري عملية الاستبدال هذه كما نريد تمامًا، لكنها تبقى الطريقة الوحيدة لتحقيق الإشباع الجزئي والشعور بالأمان في الوقت ذاته. نظر سوليفان إلى الأشياء المتسامية بوصفها أكثر تعقيدًا من الإشباع المباشر للاحتياجات، فهي لا تنطوي على أي خلخلة للوعي أو تفكير ملي في أسبابها أو تنازلات مرتبطة بالإشباع المباشر. لاحظ سوليفان أن عملية التسامي الناجحة تنطوي على معالجة فعالة واستثنائية للصراع بين الحاجة إلى الإشباع والحاجة إلى الأمان دون حدوث أي اختلال في الوعي. 

## التسامي الجنسي
يُعرّف التسامي الجنسي أو التحول الجنسي -ولا سيما في سياق التقاليد الدينية- على أنه تحويل النزعات الجنسية أو «الطاقة الجنسية» إلى طاقة إبداعية. يُعتبر التسامي في هذا السياق بمثابة تحويل للطاقة أو الرغبة الجنسية إلى فعل جسدي أو عاطفة مختلفة بغية تجنب المواجهة مع الحاث الجنسي الذي يتعارض مع اعتقادات الفرد الخاصة أو الدينية. يقوم التسامي الجنسي على الفكرة المتمثلة في إمكانية استخدام «الطاقة الجنسية» لخلق طبيعة روحية تستطيع بدورها خلق المزيد من الأعمال الحسية، بدلًا من إطلاق العنان للجنسانية «الخام». تُعتبر عزوبة رجال الدين مثالًا كلاسيكيًا على التسامي الجنسي في الأديان الغربية. 